# Fabian Ernst
Fabian Ernst (Hannover, 1979. május 30. –) német válogatott  labdarúgó.
A német válogatott tagjaként részt vett a 2004-es Európa-bajnokságon és a 2005-ös konföderációs kupán.

## Sikerei, díjai
Werder Bremen
- Német bajnok (1): 2003–04
- Német kupagyőztes (1): 2003–04

Schalke 04
- Német kupagyőztes (1): 2004–05

Beşiktaş
- Török bajnok (1): 2008–09
- Török kupagyőztes (2): 2008–09; 2010–11